# 愛達荷州第一國會選區
愛達荷州第一國會選區（英語：Idaho's 1st congressional district）是美国爱达荷州兩個國會選區之一，始於1918年。範圍包括愛達荷州西部和北部。2023年統計人口為100萬8,961人。